# 37736 Jandl
37736 Jandl è un asteroide della fascia principale. Scoperto nel 1996, presenta un'orbita caratterizzata da un semiasse maggiore pari a 2,5542443 UA e da un'eccentricità di 0,3069408, inclinata di 7,70368° rispetto all'eclittica.
L'asteroide è dedicato all'attore ceco Ivan Jandl.